# Drosophila hollisae
Drosophila hollisae är en tvåvingeart som beskrevs av Vilela och Guido Pereira 1992. Drosophila hollisae ingår i släktet Drosophila och familjen daggflugor.
Artens utbredningsområde är Brasilien.